# Trại súc vật
Trại súc vật (tên tiếng Anh là Animal Farm) là một tiểu thuyết ngụ ngôn của George Orwell, xuất bản lần đầu tiên ở Anh vào ngày 17 tháng 8 năm 1945. Cuốn sách kể về một nhóm động vật trang trại nổi loạn chống lại người chủ của chúng, hy vọng tạo ra một xã hội nơi động vật có thể bình đẳng, tự do và hạnh phúc. Cuối cùng, đời sống trong trang trại lặp lại tình trạng tồi tệ như trước đây, dưới chế độ độc tài của một con lợn tên Napoleon.
Trong bài tiểu luận "Tại sao tôi viết" (1946), Orwell đã viết rằng Animal Farm là cuốn sách đầu tiên mà ông cố gắng, với ý thức đầy đủ "để hợp nhất mục đích chính trị và mục đích nghệ thuật với nhau". Một số nguồn phuơng Tây cho rằng tác phẩm là ẩn dụ thời kỳ Stalin của Liên Xô. Orwell là một nhà xã hội chủ nghĩa dân chủ, ông ủng hộ chủ nghĩa xã hội nhưng chỉ trích Joseph Stalin và chủ nghĩa Stalin, một thái độ được định hình chủ trong Nội chiến Tây Ban Nha. ("un conte satirique contre Staline"), Tuy nhiên, lúc khác Orwell đã nói rằng tác phẩm của ông không ám chỉ bất cứ quốc gia hoặc hệ thống chính trị cụ thể nào. Các sự kiện và nhân vật trong truyện có thể xảy ra ở bất cứ một quốc gia nào, trong bất cứ một giai đoạn nào trong quá khứ; bởi sự ham muốn quyền lực, tham nhũng hoặc sự khờ dại là đặc điểm chung của phần lớn con người trong suốt các giai đoạn lịch sử tại mọi quốc gia (ví dụ như nhân vật chính là chú lợn Napoleon được nhại chính xác theo tên Hoàng đế Pháp Napoleon, và nhiều sự kiện trong truyện rõ ràng là tương đồng với Cách mạng Pháp, câu tuyên ngôn “Mọi con vật đều bình đẳng” cũng là nhại chính xác theo Tuyên ngôn Nhân quyền và Dân quyền của Cách mạng Pháp. Hoặc Bảy điều răn trong nông trại, chú quạ Moses và bầy cừu là sự nhại lại chính xác Mười điều răn, tên nhà tiên tri Moses và các con chiên của Cơ Đốc giáo).
Tiêu đề ban đầu là Animal Farm: A Fairy Story, nhưng các nhà xuất bản Hoa Kỳ đã bỏ phụ đề khi nó được xuất bản vào năm 1946, và chỉ một bản dịch duy nhất trong suốt cuộc đời của Orwell được giữ lại. Các biến thể tiêu đề khác bao gồm phụ đề như "A Satire" và "A Satire đương đại". Đối với bản dịch tiếng Pháp, trong quá trình kiểm duyệt, tên nhân vật chính (chú lợn Napoleon) được thay đổi (vì nó ám chỉ rõ ràng đến Hoàng đế Pháp Napoleon), trong khi một số tình tiết và tiêu đề được nhà xuất bản đề nghị thay đổi để hướng truyện ám chỉ đến Liên Xô (đối thủ của phương Tây trong Chiến tranh Lạnh), và thế là Orwell đề xuất tiêu đề Union des républiques socialistes animales, viết tắt là URSA, từ tiếng Latin có nghĩa là "gấu", một biểu tượng của nước Nga. Nó cũng chơi chữ theo tên tiếng Pháp của Liên Xô, Union des républiques socialistes soviétiques.
Orwell đã viết cuốn sách trong khoảng thời gian từ tháng 11 năm 1943 đến tháng 2 năm 1944, khi Vương quốc Anh đang ở trong liên minh thời chiến với Liên Xô chống lại Đức Quốc Xã, và giới trí thức Anh lúc đó rất tôn trọng Stalin, một hiện tượng mà Orwell không thích. Bản thảo ban đầu đã bị một số nhà xuất bản của Anh và Mỹ từ chối, bao gồm một trong những bản của Orwell, Victor Gollancz, đã trì hoãn việc xuất bản. Nó trở thành một thành công thương mại lớn khi xuất hiện, một phần vì Anh quốc đã từ bỏ quan hệ đồng minh và coi Liên Xô là đối thủ trong Chiến tranh Lạnh, và người Anh đã sử dụng tác phẩm này như một tài liệu tuyên truyền chống Liên Xô.
Sau hơn 50 năm từ khi xuất bản, tác phẩm đã được dịch ra 68 thứ tiếng trên thế giới kể cả tiếng Telugu, tiếng Ba Tư, tiếng Iceland và tiếng Ukraina và thường xuyên được tái bản. Tạp chí Time đã chọn cuốn sách này là một trong 100 tiểu thuyết hay nhất bằng tiếng Anh (1923 tới 2005);. Nó cũng giành một Giải Hugo quá khứ năm 1996.

## Tổng quan
Tiểu thuyết không chỉ đề cập tới sự tham nhũng bởi các lãnh đạo bị tha hóa mà còn cả việc làm sao sự đồi bại, dửng dưng, lãnh đạm, ham danh lợi và thiển cận của mỗi cá nhân có thể tiêu diệt bất kỳ khả năng nào của một xã hội mới tốt đẹp và bình đẳng hơn. Tuy tiểu thuyết này thể hiện giới lãnh đạo tham nhũng đã làm lu mờ mục tiêu cao đẹp của cách mạng, nó cũng cho thấy nguy cơ để sự dửng dưng và lãnh đạm, dân trí thấp kém của những người dân bên trong một cuộc cách mạng có thể dẫn tới sự thất bại của nhà nước mới nếu sự chuyển tiếp êm đẹp sang một chính phủ với những người xứng đáng không được diễn ra.

## Tóm tắt
Thủ lĩnh (Old Major), chú lợn đực già tại Trại Manor (hay "Willingdon Đẹp đẽ" như nó tự gọi mỗi khi xuất hiện) kêu gọi các loài vật khác trong Trại tới một cuộc họp, tại đó nó so sánh con người với những kẻ ăn bám và dạy các con vật một bài hát cách mạng, "Beasts of England" (Những súc vật của nước Anh).
Khi Thủ lĩnh chết ba ngày sau đó, hai con lợn trẻ, Snowball và Napoleon, nắm quyền chỉ huy và biến giấc mơ của Thủ lĩnh thành một triết lý đầy đủ. Các con vật nổi dậy và đuổi Ông Jones khỏi trang trại, đổi tên từ "Trại Manor" thành "Trại súc vật."
Bảy điều răn của Chủ nghĩa súc vật được viết trên tường của một nhà kho để tất cả mọi con vật có thể đọc được. Điều thứ 7 là quan trọng nhất, "Mọi con vật đều bình đẳng." Tất cả các con vật đều phải làm việc, nhưng chú ngựa thồ, Boxer, làm việc nhiều hơn những con khác và nhận câu châm ngôn — "Tôi sẽ làm việc nhiều hơn nữa."
Chú lợn Snowball tìm cách dạy các con thú khác đọc và viết (dù ít con muốn học đọc và viết cẩn thận, và điều này đã góp phần vào việc những con lợn chăm chỉ hơn trở thành nhà cầm quyền); thức ăn thừa mứa; và trang trại hoạt động êm thấm. Những con lợn tự nâng cấp chúng lên các vị trí lãnh đạo, thể hiện sự ưu tú của mình bằng các đặt bên cạnh các loại thức ăn đặc biệt phục vụ cho sức khỏe cá nhân của chúng. Trong lúc đó, Napoleon bí mật lấy những chú chó con từ các con chó trong trang trại và tự mình huấn luyện chúng. Khi Ông Jones tìm cách lấy lại trang trại, các con vật đánh bại ông trong cái chúng gọi là "Trận Cowshed." Napoleon và Snowball bắt đầu một cuộc cạnh tranh quyền lãnh đạo. Khi Snowball tuyên bố ý tưởng về một cối xay gió, Napoleon nhanh chóng phản đối nó. Snowball thực hiện một bài phát biểu nồng nhiệt để ủng hộ cối xay gió, trong khi đó Napoleon triệu tập chín con chó của mình, và chúng đã đuổi Snowball đi. Với sự vắng mặt của Snowball, Napoleon tuyên bố mình là lãnh đạo và thực hiện những thay đổi. Những cuộc hội họp sẽ không còn được tổ chức nữa và thay vào đó là một uỷ ban của những con lợn sẽ quyết định điều gì sẽ xảy ra với trang trại.
Napoleon, dùng một chú lợn trẻ tên là Squealer làm người phát ngôn của mình, thông báo rằng Snowball đã ăn cắp ý tưởng về cối xay gió của Napoleon. Nhân vật Squealer trong trường hợp này có thể coi là một sự ám chỉ tới một nhân vật thêu dệt (spin doctor) chính trị. Các con vật làm việc nhiều hơn với lời hứa hẹn về một cuộc sống dễ dàng hơn với chiếc cối xay gió. Sau một cơn bão mạnh, các con vật thấy thành quả lao động của chúng đã biến mất do thiên tai. Napoleon và Squealer sau đó tìm cách thuyết phục các con vật rằng Snowball là người đã phá huỷ cối xay gió, dù theo những lời bàn luận miệt thị từ các trang trại xung quanh thực tế cối xay gió bị phá huỷ bởi những bức tường được xây quá mỏng. Khi Snowball trở thành kẻ giơ đầu chịu báng, Napoleon bắt đầu thanh trừng trang trại, giết nhiều con vật mà nó buộc tội là thông đồng với Snowball. Trong lúc ấy, Boxer được dạy châm ngôn thứ hai: "Napoleon luôn luôn đúng."
Napoleon ngày càng lạm dụng quyền lực; những con lợn áp đặt thêm nhiều biện pháp kiểm soát trong khi vẫn giữ các ưu tiên cho chúng. Những con lợn viết lại lịch sử để kể tội Snowball và vinh danh Napoleon, ví dụ bằng cách nói rằng Snowball đã chiến đấu cho loài người trong Trận Cowshed, và rằng Napoleon đã đánh Snowball, trong khi trên thực tế Snowball bị trúng một viên đạn từ khẩu súng của Jones. Squealer sửa chữa mọi tuyên bố do Napoleon đưa ra, thậm chí cả sự thay đổi Bảy điều răn của Chủ nghĩa súc vật của những con lợn. "Không con thú nào được uống rượu" được đổi thành "Không con thú nào được uống rượu quá mức" khi những con lợn phát hiện ra nơi cất giấu rượu whiskey. Bài hát "Beasts of England" cũng bị cấm vì lý do nó không thích hợp, bởi theo Napoleon giấc mơ của Trại súc vật đã trở thành hiện thực. Nó được thay thế bằng một bài hát ca ngợi Napoleon, và nó có vẻ đã chấp nhận cách sống của một con người. Các con vật, dù phải làm việc quá sức, vẫn tin tưởng theo tuyên truyền tâm lý rằng chúng vẫn đang sống tốt đẹp hơn so với cuộc sống trước kia với Ông Jones, người chủ Trang trại Manor. Squealer lợi dụng trí nhớ kém của các con vật và sáng tác ra các con số để thể hiện sự cải thiện của chúng.
Mr. Frederick, một trong hai trại chủ láng giềng, đã lừa Napoleon bằng cách mua gỗ xẻ bằng tiền giả, và sau đó tấn công trang trại, dùng thuốc nổ để phá huỷ chiếc cối xay gió mới được làm lại. Dù những con vật của Trại súc vật cuối cùng đã giành chiến thắng, chúng phải trả một giá đắt, bởi nhiều con thú, kể cả Boxer, đã bị thương. Squealer biến mất một cách bí ẩn khỏi trận đánh. Boxer tiếp tục làm việc nhiều và nhiều hơn, cho tới khi cuối cùng nó lăn ra khi đang làm việc ở cối xay gió. Napoleon điều một chiếc xe bán tải tới chở Boxer tới bác sĩ thú y, giải thích cho những con vật đang lo lắng rằng Boxer sẽ được chăm sóc tốt ở đó. Tuy nhiên, Benjamin đã nhận ra khi Boxer được tống lên xe rằng thực tế chiếc xe thuộc về "Alfred Simmonds, Kẻ giết Ngựa và Nấu Hồ", và cố gắng lên tiếng phản đối, nhưng những nỗ lực tuyệt vọng của các con thú không mang lại kết quả. Squealer nhanh chóng thông báo rằng chiếc xe đã được bệnh viện mua lại và giấy của người sở hữu trước vẫn chưa được viết lại. Nó kể lại một câu truyện cổ tích kịch tính và đầy nước mắt về cái chết của Boxer trong tay những bác sĩ giỏi nhất. Trên thực tế, những con lợn đã gửi Boxer tới chỗ chết để đổi lấy tiền mua thêm whiskey. Và vì thế lũ lợn lại tiếp tục say mèm.
Nhiều năm trôi qua, và những con lợn học đi thẳng, mang theo roi da, và mặc quần áo. Bảy điều răn được giảm xuống còn một câu duy nhất: "Tất cả các loài vật đều bình đằng, nhưng một số loài vật bình đẳng hơn những loài vật khác." Napoleon tổ chức một bữa tiệc cho những con lợn và người ở trong vùng (trong Trại Foxwood bên cạnh, của Ông Pilkington), người đã chúc mừng Napoleon vì có những con vật làm việc nhiều nhất nước với lương thực ít nhất. Napoleon thông báo liên minh của mình với loài người, chống lại các tầng lớp lao động của cả hai "thế giới". Sau đó nó xoá bỏ các hành động và truyền thống liên quan tới Cách mạng, và đổi lại tên trang trại trở về ban đầu là "Trại Manor".
Các con vật, nghe được về việc đó, nhận ra những con lợn cầm quyền đã thay đổi. Trong một ván poker, một cuộc tranh cãi nổ ra giữa Napoleon và Ông Pilkington khi cả hai đều chơi quân bài Át Bích, và các con vật nhận ra rằng những bộ mặt của những con lợn khi đó hầu như đã giống với mặt người và rằng không ai có thể nhận ra sự khác biệt giữa chúng.

### Chủ nghĩa động vật
Chủ nghĩa động vật là một hình ảnh phản chiếu có tính chất ngụ ý về các nhà nước mới trong lịch sử, đặc biệt trong giai đoạn mới thành lập, cũng như diễn tiến quan niệm của cách mạng và chính phủ mới về việc làm thế nào để thực hiện nó. Chủ nghĩa này do chú lợn Old Major rất được tôn trọng đề ra. Những chú lợn Snowball, Napoleon, và Squealer đã đưa các tư tưởng của Old Major vào trong một triết lý thực tế, mà chúng đặt tên chính thức là Chủ nghĩa động vật. Ngay sau đó Napoleon và Squealer bắt đầu thực hiện các trò truỵ lạc của loài người (uống rượu, ngủ trên giường và mua bán). Squealer được sử dụng để sửa đổi Bảy điều răn để thích hợp với sự “người hoá” của nó, nhằm bóp méo lý thuyết nhân đạo ban đầu của chính phủ mới để lập lại một xã hội chuyên chế độc tài thời Jones.
Bảy điều răn là một danh sách các quy định hay luật được cho là để giữ trật tự và đảm bảo tính căn bản của Chủ nghĩa động vật bên trong Trại súc vật. Bảy điều răn được đưa ra để thống nhất mọi loài vật với nhau trong một lý tưởng chung chống lại con người và ngăn chặn các loài vật không đi theo những thói quen ma quỷ của con người. Bởi không phải tất cả loài vật đều có thể nhớ được Bảy điều răn, chúng được rút gọn lại thành một câu căn bản: "Bốn chân tốt! Hai chân xấu!" (với cánh cũng được tính là chân cho mục đích này, Snowball cho rằng cánh được tính như chân bởi chúng là các vật thể để vận động chứ không phải để thao tác), câu nói được những con cừu thường xuyên nhắc lại, khiến đám đông những con vật quên đi những lời nói dối của những con lợn. Bảy điều răn nguyên bản là:
1. Bất kỳ cái gì đi bằng hai chân đều là kẻ thù
2. Bất kỳ cái gì đi bằng bốn chân, hay có cánh, đều là bạn bè.
3. Không con vật nào được mặc quần áo.
4. Không con vật nào được ngủ trên giường.
5. Không con vật nào được uống rượu.
6. Không con vật nào được giết bất kỳ con vật nào khác.
7. Tất cả các loài vật là bình đẳng.

Sau này, Napoleon và những con lợn của nó tham nhũng bằng quyền lực tuyệt đối chúng có được với trang trại. Để duy trì sự đồng đẳng với các loài vật khác, Squealer bí mật viết thêm vào các điều răn để làm lợi cho các con lợn trong khi vẫn giữ bí mật để chúng không bị buộc tội phá vỡ các điều luật (như "Không con vật nào được uống rượu" được thêm "quá mức" và "Không con vật nào được ngủ trên giường" được thêm "trải ga"). Các điều răn cuối cùng bị bỏ đi hoàn toàn, và được thay thế bằng câu "Mọi con vật đều bình đẳng, nhưng một số con vật bình đẳng hơn những con vật khác", và "Bốn chân tốt, hai chân tốt hơn!" khi loài lợn ngày càng giống con người.

## Các nhân vật
Tác giả Orwell đã nói rằng tác phẩm của ông không ám chỉ bất cứ quốc gia hoặc hệ thống chính trị cụ thể nào. Các sự kiện và nhân vật trong Trại súc vật có thể dùng để chỉ bất cứ một xã hội nào, trong bất cứ một giai đoạn nào có những đặc điểm tương tự với Trại súc vật; chính phủ độc tài, tham nhũng và sự khờ dại nói chung của loài người; Snowball là ẩn dụ cho những chính khách tốt bụng nhưng khờ khạo, và con lợn lãnh đạo, Napoleon, là ẩn dụ cho kiểu chính khách tư lợi và gian xảo. Các nhân vật khác ám chỉ những loại người khác nhau trong xã hội với những vai trò, tính cách, nhận thức và hành vi khác nhau.

### Lợn
Thủ lĩnh
Một chú lợn đực là cảm hứng cho cuộc Nổi dậy trong cuốn sách. Nó 12 tuổi. Một số ý kiến cho rằng đây là ẩn dụ dựa trên cả Karl Marx, người sáng lập Chủ nghĩa Marx và Vladimir Lenin (ở điều hộp sọ của nó được đặt ở một nơi trưng bày công cộng được tôn trọng, như thi hài của Lenin). Tuy nhiên, theo Christopher Hitchens: "các tính chất cá nhân của Lenin và Trotsky được tổng hợp vào trong một nhân vật [ví dụ, Snowball], hay, nó thậm chí có thể [...] nói, hoàn toàn không có Lenin." Một số ý kiến khác lại cho rằng đây là ẩn dụ về Montesquieu, triết gia khai sáng Pháp, người đặt nền móng tư tưởng cho Cách mạng Pháp. Một số ý kiến khác nữa lại coi đây là ẩn dụ về Jesus, người khai sinh ra Kito giáo và thi hài của ông trên thập giá được coi là biểu tượng trưng bày thiêng liêng. Tuy nhiên, Orwell đã nói tác phẩm này không ám chỉ một người hoặc một đất nước cụ thể nào, do đó cần hiểu Thủ lĩnh là ẩn dụ chỉ chung những nhà tư tưởng lớn trong lịch sử như Khổng Tử, Jesus, Luther, các nhà triết học thời Phục Hưng... đây là những người mà tư tưởng nhân đạo, bình đẳng của họ là cảm hứng cho những cuộc cách mạng lật đổ kiểu nhà nước cũ.
Napoleon
"Một con lợn đực Berkshire hung dữ, chú lợn Berkshire duy nhất tại trang trại, không phải là một nhân vật chỉ nói phét, mà với một danh tiếng vì đi theo con đường riêng của mình", Napoleon là kẻ bạo chúa và hung ác chính duy nhất của Trại súc vật. Nó bắt đầu dần xây dựng quyền lực, sử dụng những con chó con bị bắt đi khỏi bố mẹ, những con chó Jessie và Bluebell, và nuôi dạy chúng trở thành những con chó hung ác làm tay sai của mình. Sau khi đuổi Snowball khỏi trang trại, Napoleon tự trao cho mình quyền lực tuyệt đối, bắt những động vật khác gọi nó là lãnh tụ, sử dụng tuyên truyền giả tạo của Squealer và đe doạ cùng sự doạ dẫm của các con chó để giữ các con vật khác tuân theo luật lệ. Trong khi làm những việc vị phạm điều răn, nó dần thay đổi các điều răn hoặc sử dụng Squealer để mang lợi cho mình. Tới cuối cuốn sách, Napoleon và những con lợn đồng minh của nó đã học đứng thẳng và bắt đầu hành động như con người là cái ban đầu đã khiến chúng nổi dậy.
Trong phiên bản tiếng Pháp đầu tiên của Trại súc vật, Napoleon được gọi là César, cách đọc tiếng Pháp của Caesar Đây là tên của một hoàng đế La Mã, nhà xuất bản đặt ra nhằm tránh tên gốc đề cập trực tiếp đến Hoàng đế Napoleon của Pháp. Tuy nhiên bản dịch khác gọi nó là Napoléon.
Snowball
Đối thủ của Napoleon và ban đầu là lãnh đạo của trang trại sau khi lão Jones bị lật đổ. Nó là sự ám chỉ tới những lãnh đạo tốt bụng nhưng thiếu mưu kế, không đủ khả năng bảo vệ quan điểm của mình. Nó được hầu hết các con vật ủng hộ và tin tưởng vì đã lãnh đạo mang lại một vụ mùa bội thu đầu tiên, nhưng đã bị Napoleon đuổi khỏi trang trại. Snowball đã lãnh đạo những công việc hiệu quả cho trang trại và các con vật và có những kế hoạch nhằm giúp các con vật đạt được một xã hội quân bình, nhưng Napoleon và những con chó của nó đã đuổi Snowball khỏi trang trại, và Napoleon tung ra những tin đồn khiến Snowball trở thành ma quỷ, tham nhũng và nó đã bí mật phá hoại những nỗ lực của các con vật nhằm cải thiện trang trại, như việc Snowball là mật thám của Jones. Đồng thời tất cả các hành động tham nhũng do bọn lợn gây ra đều bị Napoleon đổ hết lên đầu Snowball
Squealer
Một con lợn thịt nhỏ, trắng, béo là cánh tay phải của Napoleon và là bộ trưởng tuyên truyền. Squealer đã sử dụng ngôn ngữ để giải thích, bào chữa và tán dương mọi hành động của Napoleon. Squealer hạn chế tranh luận bằng cách làm nó trở nên phức tạp và nó từ chối và làm mất phương hướng, ví dụ nó đưa ra tuyên bố rằng những con lợn cần các đồ xa xỉ nhằm làm việc một cách hiệu quả. Tuy nhiên, khi các vấn đề vẫn cứ tồn tại dai dẳng, nó thường sử dụng cách đe doạ sự quay trở lại của Ông Jones, người chủ cũ của trang trại, để bào chữa cho những ưu tiên dành cho loài lợn. Squealer sử dụng những chiến thuật để thuyết phục các con vật rằng cuộc sống đang ngày càng tốt lên. Đa số các con vật chỉ có quá khứ mờ nhạt về đời sống trước cách mạng; vì thế, chúng đã tin tưởng. Bên cạnh đó, Squealer cũng sửa lại các điều răn được in trên tường chuồng bò để có lợi cho lũ lợn, bằng chứng là một lần nó được tìm thấy bên dưới bức tường ghi 7 điều răn với một cái thang gãy và thùng sơn trắng bị đổ. Cuối cùng, nó là con vật đầu tiên đi bằng hai chân sau.
Minimus
Một chú lợn nhà thơ viết các bài quốc ca thứ hai và thứ ba của Trại súc vật sau khi bài "Beasts of England" bị cấm.
Những chú lợn con
Ngụ ý là những đứa trẻ của Napoleon (dù không được viết rõ trong tiểu thuyết) và là thế hệ những con vật đầu tiên thực sự thấm nhuần tư tưởng bất bình đẳng giữa các loài vật của nó.
Những con lợn trẻ
Bốn con lợn phàn nàn về việc Napoleon giành quyền quản lý trang trại nhưng nhanh chóng bị bịt miệng và sau này bị hành quyết.
Pinkeye
Một con lợn nhỏ chỉ được đề cập đến một lần; nó là con lợn để nếm thức ăn của Napoleon nhằm đảm bảo nó không bị bỏ thuốc độc, để đối phó với những lời đồn đại về một âm mưu ám sát nhằm vào Napoleon.

### Con người
Ông Jones
Chủ cũ của trang trại, Jones là một người nghiện rượu nặng và các con vật nổi dậy chống lại ông sau khi ông đã uống quá nhiều tới mức không thèm chăm sóc hay cho chúng ăn. Nỗ lực của Jones để chiếm lại trang trại đã thất bại trong Trận Cowshed. Ông đại diện cho các kiểu nhà nước cũ bị cách mạng lật đổ.
Frederick
Người chủ cứng rắn của Pinchfield, một trang trại được quản lý tốt ở bên cạnh. Ông mua gỗ từ các con vật bằng tiền giả và sau đó tấn công chúng, phá huỷ chiếc cối xay gió nhưng cuối cùng bị đánh bại trong Trận Windmill. Có những câu chuyện về việc ông đối xử thô bạo với các con vật, như quẳng những con chó vào trong một lò sưởi. Pinchfield là trang trại nhỏ hơn trang trại Foxwood của Pilkington nhưng được điều hành hiệu quả hơn, và Frederick trong một thời gian ngắn đã tham gia vào một "liên minh" với Napoleon bằng cách đề nghị mua gỗ từ nó nhưng sau đó đã phá vỡ thoả thuận và gây ra một cuộc tấn công đẫm máu vào Trại súc vật. Ông ta được cho là đại diện cho các nhà nước đồng minh với chế độ cũ và muốn dập tắt sự ra đời một kiểu nhà nước mới (ví dụ như Vương quốc Phổ tấn công vào Pháp khi nước này xảy ra cách mạng).
Ông Pilkington
Người chủ dễ tính nhưng xảo quyệt của Foxwood, một trang trại láng giềng với toàn cỏ dại, như được miêu tả trong cuốn sách. Ở cuối cuộc chơi, cả Napoleon và Pilkington đều có quân Át Bích và sau đó bắt đầu đánh nhau ầm ỹ. Pilkington và trang trại Foxwood dựa trên Hoa Kỳ: Foxwood được miêu tả là lớn hơn Pinchfield, nhưng không được điều hành hiệu quả. Quân Át Bích và cuộc tranh cãi giữa Napoleon và Pilkington là biểu tượng cho cuộc đấu giữa các nguyên thủ quốc gia, họ cai trị theo phương pháp giống nhau nhưng luôn mâu thuẫn quyền lợi với nhau.
Ông. Whymper
Một người đàn ông được Napoleon thuê để làm quan hệ công chúng của Trại súc vật với loài người. Whymper được sử dụng như một người trung gian trong việc buôn bán thương mại với loài người những đồ mà các con thú không thể tự chế tạo: ban đầu là một sự cần thiết thực sự bởi những con thú không thể tự chế tạo các thành phần của cối xay gió, nhưng cuối cùng Whymper được dùng để mua những đồ xa xỉ như rượu cho các con lợn.

### Ngựa và lừa
Có bốn nhân vật ngựa chính: Boxer, Clover, và Mollie, là những con ngựa, và Benjamin, là một con lừa. Boxer là một lao động trung thành, tử tế và luôn cống hiến. Về thể chất nó là con vật khoẻ nhất trang trại, nhưng ngây thơ và chậm chạp, điều này khiến nó luôn nói "Tôi sẽ làm việc nhiều hơn nữa" và "Napoleon luôn đúng" dù có tình trạng tham nhũng. Clover là bạn của Boxer, luôn chăm sóc Boxer, và nó cũng là con vật luôn chăm lo cho các con ngựa khác, và nói chung các con vật khác (như những con vịt được nó che chở giữa hai chân trước và bụng trong bài phát biểu của Thủ lĩnh). Mollie là con ngựa cái trẻ kiêu ngạo, luôn nghĩ về bản thân, thích hưởng lạc và thích đeo ruy băng trên bờm, ăn các cục đường, và bị con người làm hư chăm sóc kỹ lưỡng. Nó nhanh chóng rời bỏ đến trang trại khác và chỉ được đề cập tới một lần. Benjamin là một trong những con vật sống lâu nhất, và cũng là một trong số ít biết đọc. Nó là người bạn rất trung thành của Boxer, và không hề làm gì để cảnh báo các con vật khác về sự tham nhũng của các con lợn, (mà nó thầm nhận ra ngày càng trở nên trầm trọng). Khi được hỏi nó thấy hạnh phúc hơn lúc trước hay sau Cách mạng, Benjamin nói, "Những con lừa sống rất lâu. Các bạn chưa từng thấy một con lừa chết." Nó sống yếm thế và bi quan, câu nói thường xuyên của nó là; "Cuộc sống sẽ tiếp diễn như nó vẫn tiếp diễn – có nghĩa là, xấu xa". Nhưng nó cũng là một con vật khôn ngoan nhất trang trại, và có thể "đọc tốt như bất kỳ một con lợn nào".

## Ý nghĩa

Lá cờ Sừng và Móng được nhắc đến trong cuốn sách. 1 họa sĩ trên mạng là Marc Pasquin vẽ biểu tượng này nhại theo hình búa liềm. Tuy nhiên cần lưu ý là tác giả chỉ nhắc về lá cờ này chứ không hề mô tả chi tiết, nên thực ra có rất nhiều cách vẽ khác nhau về lá cờ này, mỗi cách vẽ lại ám chỉ một nước hoặc một biểu tượng khác nhau tùy theo mục đích tuyên truyền của họa sĩ

### Các con vật khác
Muriel
Một con dê già cả và khôn ngoan là bạn của mọi con vật trong trang trại. Nó, giống như Benjamin và Snowball, là một trong số ít con vật trong trang trại biết đọc (với một số khó khăn bởi đầu tiên nó phải đánh vần từ ra mồm đã) và giúp Clover phát hiện ra rằng Bảy điều răn đã liên tục bị thay đổi.
Những con chó con
Con của Jessie và Bluebell, bị Napoleon lấy đi từ khi sinh để làm lực lượng an ninh của nó. Những con chó này được huấn luyện để trở nên xấu xa, tới mức nhiều con vật bị chúng xé nhỏ gồm cả bốn con lợn trẻ, một con cừu và nhiều con gà. Chúng cũng định làm thế với Boxer, vì đã chặn một con chó dưới chân mình. Những con chó đã xin ân xá, và theo lệnh của Napoleon, Boxer trả tự do cho những con chó con.
Con quạ Moses
Một con chim già thỉnh thoảng tới trang trại với những câu truyện cổ tích về một nơi ở trên trời được gọi là Núi bánh kẹo, nơi nó nói các con vật sẽ được tới sau khi chết — nhưng chỉ khi chúng làm việc chăm chỉ. Nó được coi là đại diện của các thế lực tôn giáo, và Núi bánh kẹo được cho là hình ảnh của Thiên đường sau khi chết dành cho các con vật. Nó bỏ thời gian để khiến các con vật tin vào Núi bánh kẹo, và không hề làm việc gì. Nó cảm thấy không bình đẳng so với các con vật khác vì thế nó đã bỏ đi sau cuộc nổi loạn, cho mọi con vật được cho là bình đẳng. Tuy nhiên, ở đoạn sau cuốn sách nó quay lại trang trại và tiếp tục tuyên bố về sự hiện hữu của Núi bánh kẹo. Các con vật khác bối rối trước thái độ của những con lợn với Moses; chúng cho rằng những lời nói của nó là vô nghĩa, nhưng cho phép nó ở lại trang trại. Những con lợn làm việc này để mang lại một hy vọng về một cuộc sống thứ hai hạnh phúc cho các con vật, có lẽ để giữ đầu óc chúng luôn hướng tới Núi bánh kẹo chứ không phải về một cuộc nổi dậy. Cuối truyện, Moses là một trong số ít con vật nhớ về cuộc nổi dậy, cùng với Clover, Benjamin, và những con lợn.
Những con cừu
Chúng có tầm hiểu biết hạn chế về tình hình nhưng lại mù quáng ủng hộ các lý tưởng của Napoleon. Chúng thường nhắc đi nhắc lại câu "bốn chân tốt, hai chân xấu". Ở cuối truyện, một trong Bảy điều răn được sửa sau khi những con lợn đã học đi trên hai chân sau và câu nói của chúng đổi thành "bốn chân tốt, hai chân tốt hơn". Những con lợn có thể dựa vào chúng để tiêu diệt bất kỳ sự phản kháng nào từ những con vật khác. Nó là hình ảnh của những người không có tầm nhìn sáng suốt, dễ dàng bị điều khiển bởi kẻ cầm quyền
Những con gà
Chúng đập vỡ những quả trứng thay vì trao nó cho những kẻ cầm quyền cao hơn (những con lợn), những kẻ luôn muốn đem trứng bán cho con người.
Những con bò
Sữa của chúng bị những con lợn ăn trộm, lũ lợn cũng học cách vắt sữa bò, và biến nó trở thành cháo khoai tây sữa hàng ngày cho chúng trong khi những con vật khác không có được bất cứ thứ gì xa xỉ.